# Carlos Tanco
Carlos Daniel Tanco Hopenhaym (Montevideo, 4 de agosto de 1979) es un guionista, humorista, escritor y locutor uruguayo, creador del personaje Darwin Desbocatti.

## Biografía
Nacido en 1979 en Montevideo, hijo de Mabel Hopenhaym
Carlos Alberto Tanco López, tiene tres hermanas, una de ellas, la comunicadora Valeria Tanco. Fue deportista de baloncesto en Miramar. Desde el año 2000 trabaja en radio donde comenzó en el programa Las cosas en su sitio junto con Ignacio Álvarez. Tuvo también un fugaz pasaje televisivo en el que escribió guiones y salió al aire en un programa llamado La culpa es nuestra. Escribió para la murga Agarrate Catalina, durante algunos carnavales e integró el equipo en 2010. Armó el equipo de De pie: monólogos de humor. Participa como columnista en la revista Un Huevo.
También fue conductor de Justicia Infinita hasta 2004, cuando decidió retirarse del programa.
El personaje Darwin Desbocatti, creado por Tanco, se transformó en un hit del humor y fue elegido como una de las cien personas más influyentes del Uruguay. Desbocatti aparece diariamente en el programa No Toquen Nada que se emite de lunes a sábado de 8 a 12 horas en la radio uruguaya Del Sol FM. Escribió una columna en el semanario Búsqueda de Montevideo hasta comienzos de 2017. Obtuvo el Premio Libro de Oro como libro de ficción en 2008, que fue superventas con 9679 ejemplares vendidos del libro Yo, Darwin: Teoría de la desgracia circular irreversible. Editado en 2007 por Sudamericana, el libro es una recopilación de sus columnas publicadas en Búsqueda. En diciembre de 2017 publica su segundo libro No es digno pero es legal, editado por Sudamericana.
Codirige el programa No Toquen Nada con Joel Rosenberg, conductor del programa junto con Ricardo Leiva (Sueco). Es también columnista periodístico del Portal 180. En 2015 comienza el podcast Verabasket junto a Horacio López Usera para el canal de Antel, en el cual hablan sobre la NBA. Dicho podcast continúa en 2016 y 2017 con la participación de Martín Osimani.
En 2013 y 2016 recibió el premio Iris, por su labor de humor en radio.  
En 2014 contrajo matrimonio con Cecilia Scheps Barreira. Tiene dos hijas: Matilde, que nació el 30 de agosto de 2017 y Rocío, que nació en septiembre de 2020.
Realizó el prólogo de libro Una historia no tan de fútbol de Daniel Baldi.

## Libros
- 2008, Yo, Darwin (ISBN 9789974810006).
- 2017, No es digno pero es legal (ISBN 9789974881891)